# Wojna polsko-krzyżacka (1431–1435)

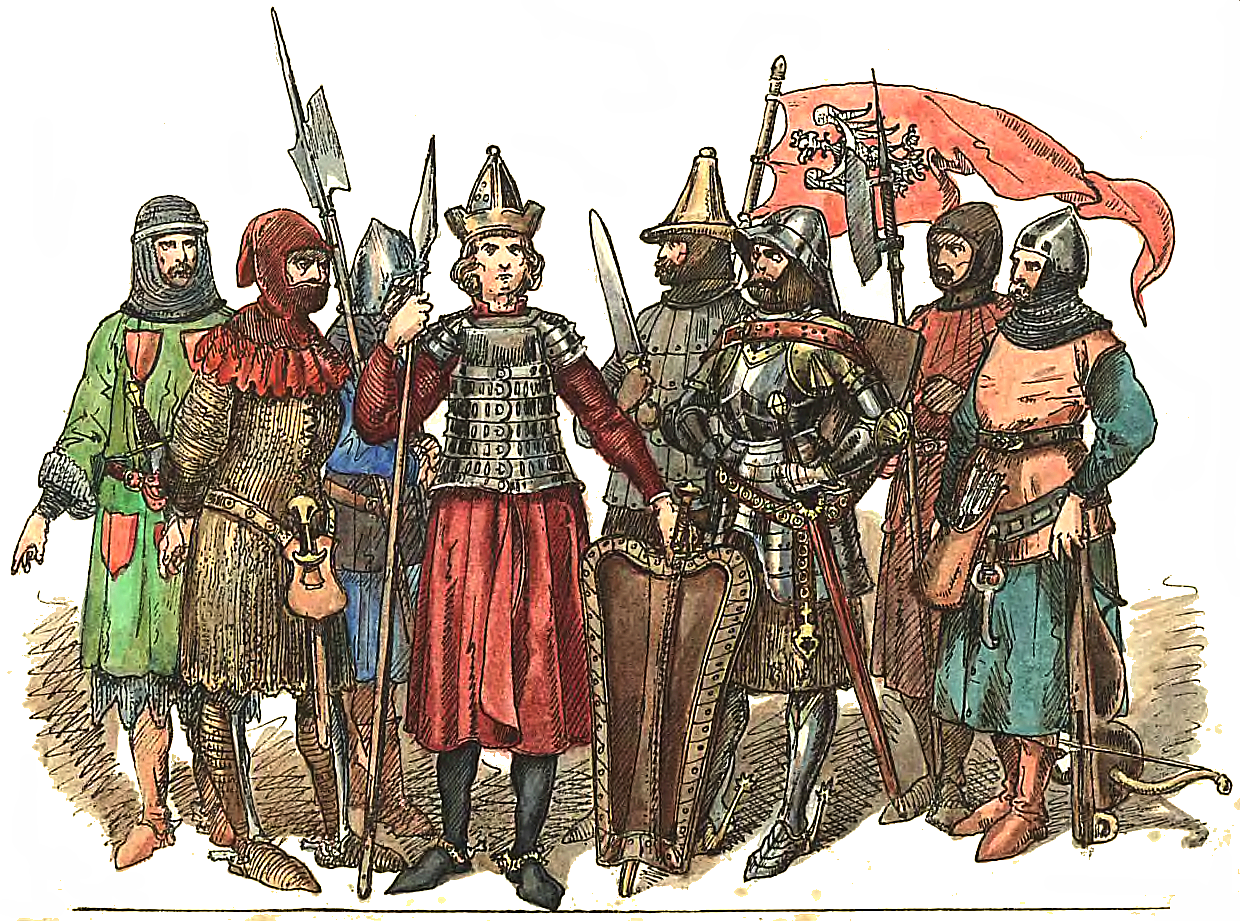
Rycerstwo polskie 1333–1434

Wojna polsko-krzyżacka w latach 1431–1435 – jeden z konfliktów zbrojnych między Polską a zakonem krzyżackim, zakończony pokojem w Brześciu Kujawskim zawartym 31 grudnia 1435.

## Podłoże konfliktu
Powodem wybuchu wojny było zawarcie 19 czerwca 1431 przez wielkiego mistrza Paula Russdorfa przymierza z buntującym się przeciw Polsce Świdrygiełłą (wojna łucka). Oznaczało to zaangażowanie się zakonu krzyżackiego w podejmowane przez Zygmunta Luksemburskiego próby rozbicia unii polsko-litewskiej.

## Najazd krzyżacki w 1431
W czerwcu 1431 wojska polskie w liczbie około 22 tys. żołnierzy wyruszyły wraz z królem Jagiełłą na Wołyń, aby stłumić bunt wielkiego księcia Świdrygiełły i w sierpniu. W dniu 3 lipca w Bystrzycy na terenie ziemi lubelskiej wysłano listy wypowiednie wielkiemu księciu litewskiemu Świdrygielle. Następnie wojska polskie obległy zamek w Łucku. Biskup włocławski Jan interweniował u wielkiego mistrza w sprawie pogłosek o zbrojeniach krzyżackich, ale otrzymał zapewnienie pismem z dnia 5 sierpnia, że „my nic innego nie mamy na myśli jak tylko przyjaźń i wszystko dobre”, po czym wielki mistrz wydał rozkaz do ataku, po którym 17 sierpnia Krzyżacy najechali trzema grupami ziemię dobrzyńską, Kujawy i Krajnę. Wójt Nowej Marchii Henryk Rabenstein najechał północno-zachodnią Wielkopolskę i po kilku dniach po spustoszeniu znacznych jej obszarów wycofał się. 29 sierpnia komtur toruński najechał ziemię dobrzyńską opanowując Rypin, Lipno i Zamek Dybów, który obsadziła załoga krzyżacka. Najsilniejszy oddział Wielkiego marszałka von Strupperga uderzył na Kujawy. 28 sierpnia po przejściu Wisły pod Świeciem podszedł pod Bydgoszcz, bez próby jej zdobywania, po czym skierował się na Inowrocław, pod który dotarł 2 września i zdobył go w dniu 4 września. Następnie zdobył Radziejów i bez powodzenia próbował zdobyć zamek w Brześciu Kujawskim. Po opanowaniu Włocławka zawrócił na północ w kierunku Bydgoszczy, jednak po zawarciu 1 września w Czartorysku przez Polskę rozejmu ze Świdrygiełłą Krzyżacy wycofali się z Kujaw. 10 września uderzyła na środkową Krajnę grupa komtura tucholskiego i spóźnionych posiłków inflanckich, które spaliły miasteczko Łobżenica. Niedaleko Krzyżacy napotkali jednak rycerstwo wielkopolskie i chłopów, którzy wydali im w dniu 13 września bitwę pod Dąbkami (w pobliżu Nakła), w której wojska polskie odniosły druzgocące zwycięstwo. W wyniku tego starcia Polacy zdobyli cztery chorągwie inflanckie (powieszone w katedrze na Wawelu), cały obóz, a stu rycerzy zakonnych trafiło do niewoli z dowódcą, marszałkiem inflanckim Wernerem von Nesselrode.

## Polsko-czeska wyprawa odwetowa w 1433

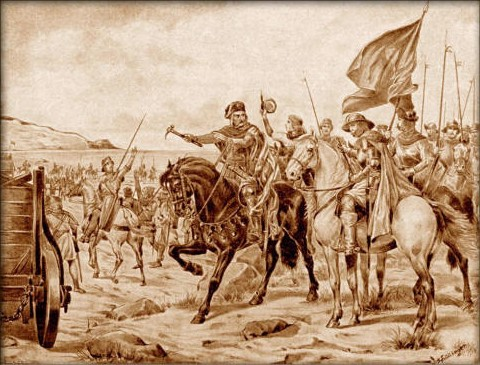
Hugo Schüllinger, Czesi nad Morzem Bałtyckim

Chcąc ukarać Krzyżaków za poparcie udzielone Świdrygielle i za najazd z 1431 w dniu 8 marca na zjeździe w Sandomierzu postanowiono powołać pod broń całe rycerstwo, a w lipcu 1432 Polska zawarła w Pabianicach sojusz z czeskimi husytami.
Wojna rozpoczęła się w czerwcu 1433, gdy Wielkopolanie pod wodzą wojewody poznańskiego Sędziwoja z Ostroroga uderzyli na Nową Marchię i zniszczyli tam wszystko, co tylko było można, dochodząc 9 czerwca pod Gorzów Wielkopolski. Także Czesi, którymi dowodził Jan Čapek z Sán, wtargnęli do krzyżackiej Nowej Marchii, zdobywając Dobiegniew i zajmując bez oporu wiele innych miast. Pod Gorzowem połączyli się z oddziałami Sędziwoja z Ostroroga, a także księcia słupskiego Bogusława IX, który zajął Choszczno. Celem wyprawy było możliwie szybkie i rozległe spustoszenie kraju, by zastraszyć jego ludność, a sam zakon zmusić do zawarcia pokoju.
Wyprawa polsko-czesko-pomorska przeszła następnie na Pomorze Gdańskie, gdzie przez sześć tygodni bezskutecznie oblegała Chojnice. Tam połączyły się z nią główne siły polskie kasztelana krakowskiego Mikołaja z Michałowa, które nadeszły z punktu koncentracji koło zamku w Kole. Będący już w podeszłym wieku król w tym czasie pozostawał w Koninie, skąd koordynował działania wojsk. Polacy i Czesi 15 sierpnia odstąpili od oblężenia Chojnic i ruszyli przez Świecie na północ, pustosząc Tczew i okolice Gdańska, a następnie koło Oliwy (około 4 września) dotarli do Morza Bałtyckiego. Wracając na południe przez Starogard i Tucholę, wyprawa zajęła nadgraniczny zamek w Jasińcu, pod którym 13 września zawarto zawieszenie broni. Spustoszenie ziemi pomorskiej było tak dotkliwe, że według Krzyżaków, pozostało na tym obszarze jedynie 14 niezniszczonych wsi.

## Rozejm w Łęczycy

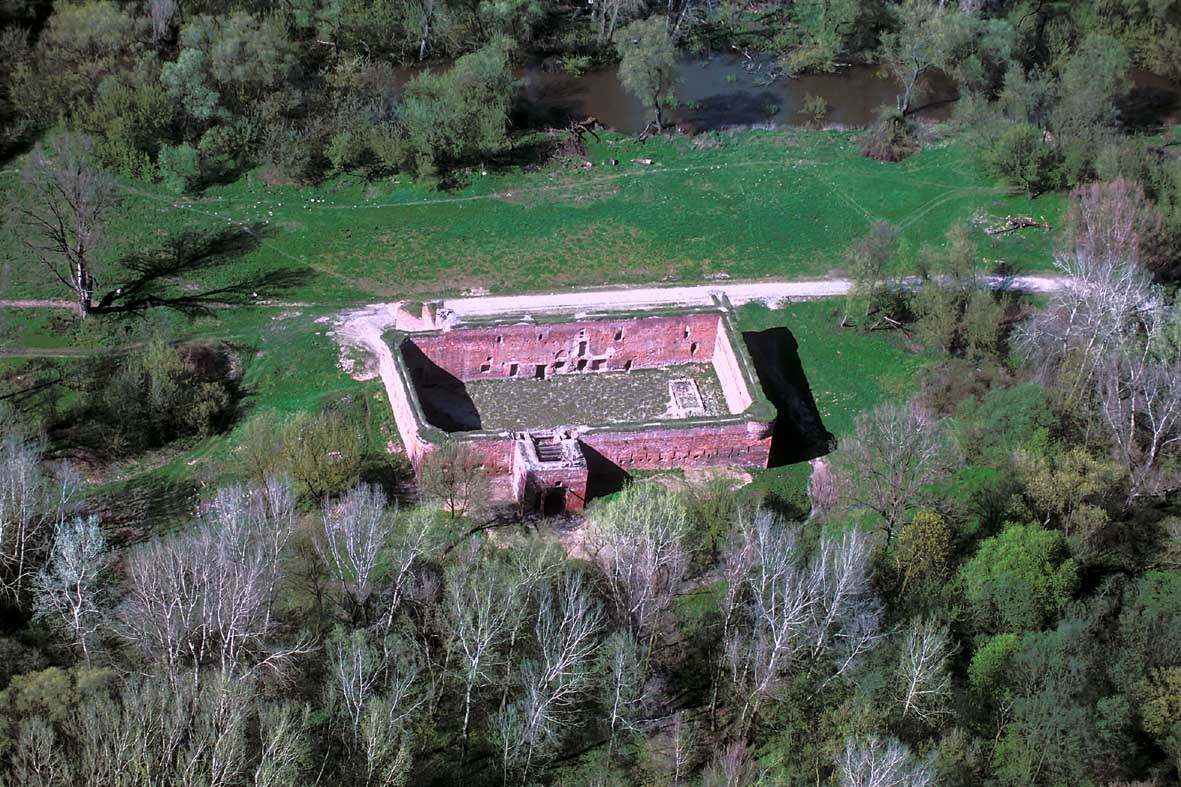
Zamek Dybów koło Torunia

13 września 1433 w Jasińcu zawarto rozejm, który obowiązywał do Bożego Narodzenia, a w tym czasie miały się rozpocząć rokowania pokojowe w Brześciu Kujawskim. Polacy postawili cztery warunki:
1. rezygnacja przez Zakon z zależności od Cesarstwa i uciekania się w sporach z Polską do arbitrażu cesarza, papieża czy soboru,
2. oddanie zamku Dybów (Nieszawy),
3. porzucenie Świdrygiełły,
4. aby wielki mistrz, podobnie jak król, uwolnił poddanych od posłuszeństwa w razie zerwania pokoju z jego winy.

Ponieważ Krzyżacy owe warunki odrzucili, Polacy zagrozili nowym najazdem, co zmusiło wielkiego mistrza do zawarcia 15 grudnia 1433 w Łęczycy kolejnego rozejmu, który miał obowiązywać przez dwanaście lat (rozejm w Łęczycy). Krzyżacy zatrzymali Nieszawę (zamek w Dybowie), a Polacy – zajęte latem grody w Nowej Marchii.

## Atak inflanckiej gałęzi zakonu krzyżackiego na Litwę w 1435
Ostatnim akordem wojny był atak w 1435 oddziałów inflanckiej gałęzi zakonu krzyżackiego na Litwę. W dniu 1 września rozegrała się bitwa pomiędzy wojskami zakonnymi i oddziałami Świdrygiełły oraz wojskami polskimi Jakuba Kobylańskiego i litewskimi Zygmunta Kiejstutowicza, w której Krzyżacy i Świdrygiełło ponieśli całkowitą klęskę.

## Pokój w Brześciu Kujawskim

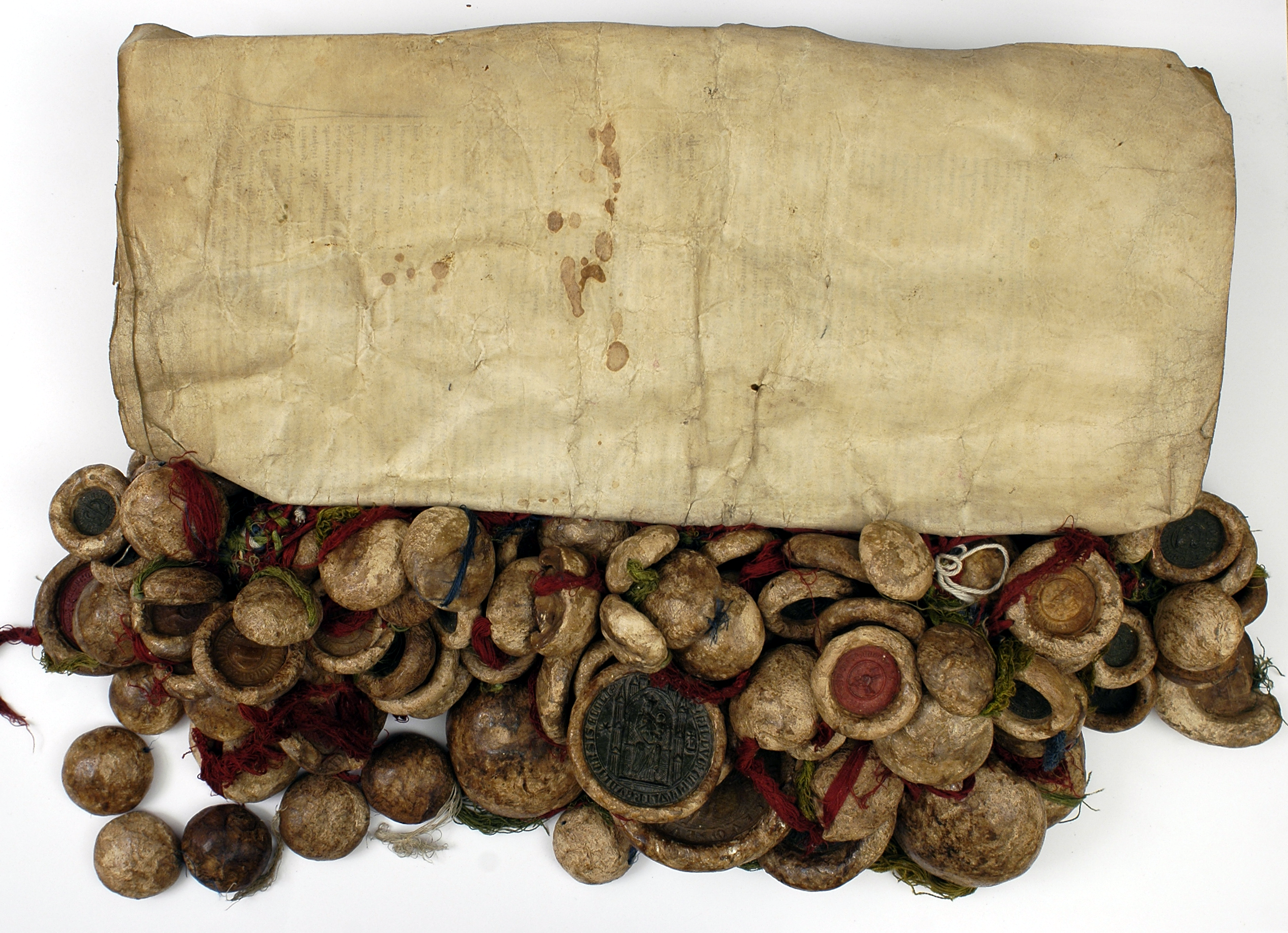
163 pieczęcie pod traktatem pokojowym

Pod naciskiem stanów pruskich, obawiających się kolejnych najazdów i zainteresowanych porozumieniem z Polską, Krzyżacy zgodzili się na rokowania. Po dość długich negocjacjach strona krzyżacka przyjęła wszystkie warunki, łącznie z oddaniem Polakom Nieszawy (zamek Dybów). Pokój podpisano w Brześciu Kujawskim 31 grudnia 1435. Jego gwarantami miały być stany, które na wypadek jego nieprzestrzegania otrzymały prawo wypowiedzenia posłuszeństwa Krzyżakom.